# Friedrich II. (Brandenburg)

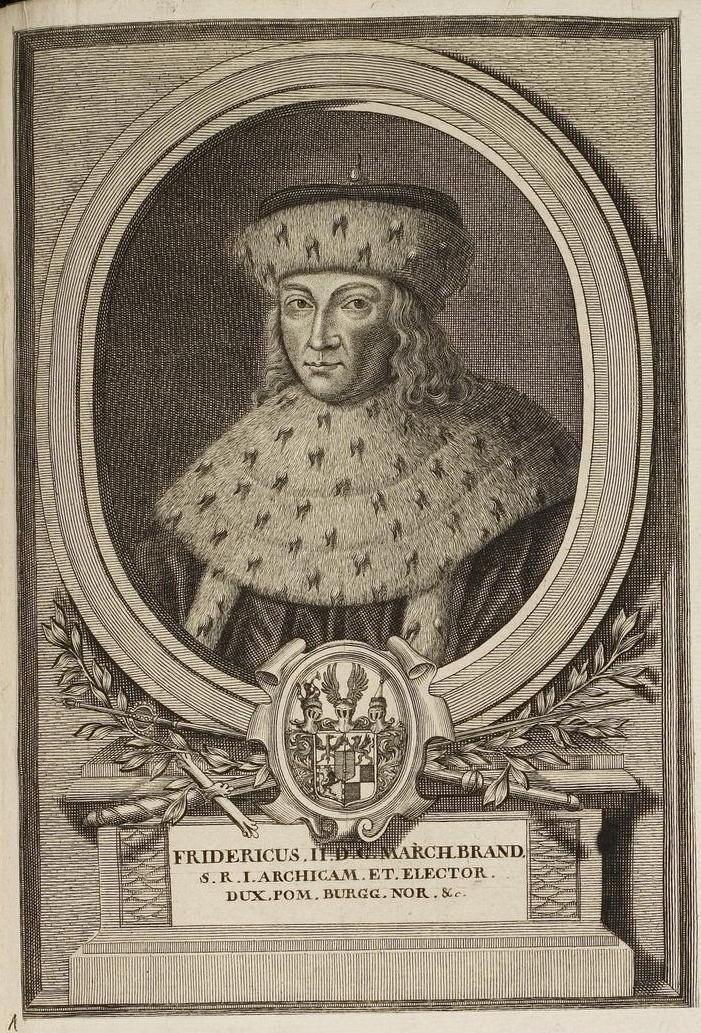
Friedrich II. von Brandenburg (Darstellung zwischen dem 16. und 17. Jahrhundert)

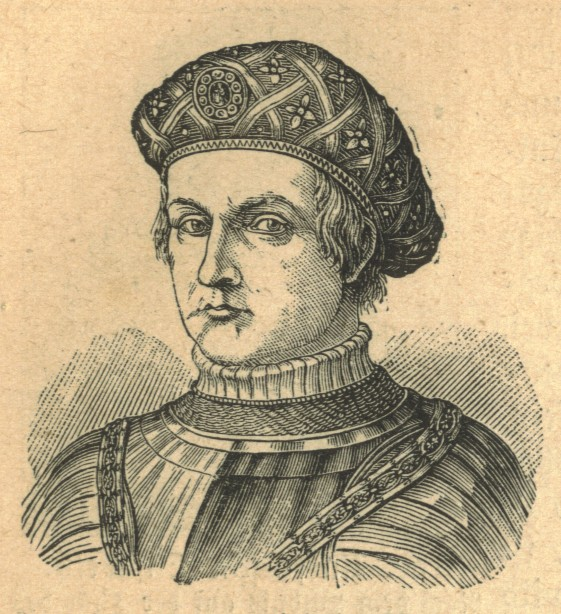
Eisenzahn (Darstellung von 1896)

Friedrich II. von Brandenburg, aus dem Haus Hohenzollern, genannt „der Eiserne“, auch „Eisenzahn“ (* 19. November 1413 in Tangermünde; † 10. Februar 1471 in Neustadt an der Aisch), war von 1437 bis 1470 regierender Markgraf von Brandenburg und von 1440 bis 1470 als Nachfolger des Vaters Kurfürst sowie Erzkämmerer des Heiligen Römischen Reiches. Er war der zweite brandenburgische Kurfürst aus dem Hause Hohenzollern.

## Leben

### Herkunft und Jugend
Friedrich war der zweite Sohn des späteren Kurfürsten Friedrich I. von Brandenburg (1371–1440) aus dessen Ehe mit Elisabeth (1383–1442), Tochter des Herzogs Friedrich von Bayern-Landshut.
Er wurde im Alter von acht Jahren mit Prinzessin Hedwig von Polen (1408–1431) verlobt und zehn Jahre lang in Polen erzogen. Hedwig, eine Tochter des polnischen Königs Władysław II., galt bis 1424 als polnische Thronfolgerin. Der plötzliche Tod seiner Braut führte zu einer melancholischen Haltung des jungen Friedrich, die ihn zeitlebens nicht verließ.

### Regierender Markgraf 1437, Kurfürst 1440
1437 übernahm er die Regierung der Marken, nachdem sein älterer Bruder Johann im Rahmen einer Erbteilung des Vaters in diesem Jahr auf seine Erstgeburtsrechte verzichtet hatte. Friedrich folgte drei Jahre später seinem Vater als Kurfürst von Brandenburg nach. Bis 1447 regierte er gemeinsam mit seinem Bruder Friedrich dem Fetten, der nach einer Landesteilung in diesem Jahr die Altmark erhielt.
Am 11. Juni 1446 heiratete Friedrich in Wittenberg Katharina von Sachsen (1421–1476), Tochter des Kurfürsten Friedrich I. von Sachsen und der Katharina von Braunschweig-Lüneburg. Die Hochzeit war, wie damals üblich, hauptsächlich politischer Natur und diente dem Zweck, die kriegerischen Konflikte zwischen Kursachsen und Kurbrandenburg beizulegen. Die Ehe verlief unglücklich und Markgraf Friedrich wurden zahlreiche Affären nachgesagt.
Aus der Ehe gingen Dorothea, Margarete und Johann hervor. Erasmus gilt nach heutigem Stand der Erkenntnisse als ein außerehelicher Sohn. Beide Söhne erreichten das Erwachsenenalter nicht.
Friedrich zog sich bewusst aus der Reichspolitik zurück und schlug die ihm angebotenen Königskronen von Polen und Böhmen aus, um sich der Stärkung der Kurlande zu widmen. Dazu beschränkte er die Selbständigkeit Berlin-Cöllns (Berliner Unwille) und sorgte für die Kappung der Städtebünde in der Mark. Seinen Beinamen erhielt er auf Grund seines festen und entschlossenen Auftretens gegenüber den Landständen im Interesse einer autoritären und unabhängigen Fürstenpolitik. Im Jahr 1440 stiftete er den Schwanenorden, um auf die sittliche und religiöse Erziehung der Junker, die durch Fehden und Räubereien im Land auffielen, einzuwirken und sie an das Herrscherhaus zu binden.
1451 wurde das kurfürstliche Schloss vollendet und mit einer starken Besatzung belegt. Seit 1443 hatte Friedrich dieses als Burg Zwing-Cölln errichten lassen, um den Verkehr über die Lange Brücke zwischen Berlin und Cölln kontrollieren zu können. In Erbverträgen mit Mecklenburg, Sachsen und Hessen sicherte er die Kurlande nach außen. 1454 kaufte er die Neumark für 40.000 Gulden vom Deutschen Orden und erwarb die Herrschaften Cottbus und Peitz, wodurch sich Brandenburg in Richtung Schlesien ausdehnen konnte. Ein weiterer Erfolg seiner Regierung war die päpstliche Anerkennung seiner Hoheit über die Bistümer Brandenburg und Havelberg mit seinem Ernennungsrecht für die Bischöfe.
Er stiftete 1465 den Dom und gründete mit der Anstellung von fünf Singeknaben den Berliner Domchor, die älteste musikalische Einrichtung der Stadt.
Mit dem Tod Ottos III. im Jahr 1464 begann der Stettiner Erbfolgestreit. Friedrich wollte das Pommersche Teilherzogtum Pommern-Stettin als erledigtes Lehen einziehen und an sich bringen. Dem traten die Herzöge der überlebenden Wolgaster Linie des Greifenhauses, Erich II. und Wartislaw X., entgegen, die Pommern-Stettin wegen der Einheit des Greifenhauses und des Herzogtums Pommern für sich beanspruchten.
Friedrich übergab 1470 nach erfolglosen Kämpfen gegen die Pommerschen Herzöge, in denen er die besetzte Uckermark nur teilweise zurückerobern konnte, die Herrschaft seinem Bruder Albrecht Achilles. Auf Einladung seines Bruders begab er sich „zu der guten Luft“ nach Neustadt an der Aisch. Er starb dort gemäß der Sterbeurkunde am 10. Februar 1471 um 21 Uhr und wurde in der Kirche des Münsters von Heilsbronn bestattet.

## Nachkommen
Friedrich II, heiratete am 11. Juni 1441 in Wittenberg Katharina (1421–1476), Tochter des Kurfürsten Friedrich I. von Sachsen, mit der er folgende Kinder hatte, wobei die Vaterschaft des letzten Kindes mehr als zweifelhaft ist:
- Dorothea (1446–1519)

⚭ 1464 Herzog Johann IV. von Sachsen-Lauenburg (1439–1507)
- Margarete (1449/1450–1489)

⚭ 1477 Herzog Bogislaw X. von Pommern (1454–1523)
- Johann (ca. 1452–1454)
- Erasmus (ca. 1453–1465)

## Denkmal

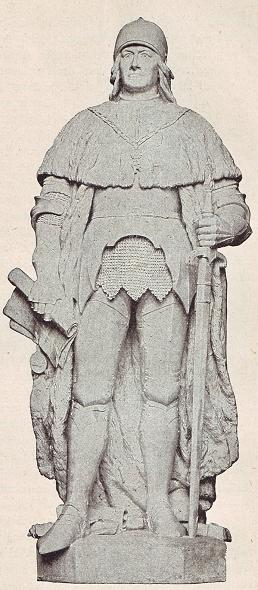
Denkmal von Alexander Calandrelli in der Siegesallee, 1898

Für die Berliner Siegesallee gestaltete der Bildhauer Alexander Calandrelli die Denkmalgruppe 16 mit einem Standbild Friedrichs II. im Zentrum, flankiert von den Seitenfiguren (Büsten) des Kanzlers und späteren Lebuser Bischofs Friedrich Sesselmann und des Berliner Bürgermeisters Wilke Blankenfelde.
Die Enthüllung der Gruppe fand am 22. Dezember 1898 statt. Friedrich ist als Bezwinger des städtischen Widerstands dargestellt. Seine Faust hält eine Urkunde, die die Unterwerfung der Doppelstadt Berlin-Cölln nach dem Berliner Unwillen symbolisiert. Pfeile und zerrissene Urkunden am Boden sollen gleichfalls auf die vom Eisenzahn gebrochene Macht der märkischen Städte hinweisen. Der Kurfürstenmantel mit breitem Hermelinkragen unterstreicht seine unbeugsame Kraft und Würde. Auf dem Kragen liegt die Kette des Schwanenordens.
Die Physiognomie für Friedrich II. übernahm Calandrelli einfach von dem Denkmal für Friedrich I., das er 1894 für die Stadt Friesack geschaffen hatte. Dabei berief er sich auf die Familienähnlichkeit von Vater und Sohn.
Die Eisenzahnstraße in Berlin wurde 1892 nach Friedrich benannt.

## Titel
1465 trug er folgenden Titel:
Wir Friederich von Gotes Gnaden Marggrave zu Brandenburg, Kurfürste, des heiligen Römischen Reiches Ertz-Cammerer und zu Stettin, Pommern Wenden und Cassuben Hertzoge unde Burggrave zu Nüremberg.